# Michael Wright (cestista)
Michael Wright, conosciuto anche con il nome turco Ali Karadeniz (Chicago, 7 gennaio 1980 – Brooklyn, 10 novembre 2015), è stato un cestista statunitense naturalizzato turco.
Il 10 novembre 2015, Wright fu trovato assassinato nella sua auto.

## Carriera
Venne selezionato dai New York Knicks al secondo giro del Draft NBA 2001 (39ª scelta assoluta).

## Palmarès
- Coppa di Francia: 1

Pau-Orthez: 2007
- Coppa di Turchia: 1

Türk Telekom: 2007-08